# Vườn quốc gia Goold Island
Vườn quốc gia Đảo Goold là một vườn quốc gia ở Queensland, Úc.
Đảo Goold có khoảng cách 1250 km tây bắc Brisbane. Hòn đảo này nằm gần mũi phía bắc đảo Hinchinbrook ngoài khơi bờ biển từ Cardwell ở Vịnh Rockingham và là một phần của Khu vực Di sản Thế giới Rạn san hô Barrier Reef.
Bao gồm 8,3 km2 (3,2 dặm vuông) hòn đảo nằm 17 km (10,6 dặm) từ bờ. Nó được bao phủ chủ yếu là rừng bạch đàn mở, rãnh mưa rào và nước rạch bán thường xuyên.